# Quốc lập Vườn quốc gia Bán đảo Shimokita
Quốc lập Vườn quốc gia Bán đảo Shimokita (下北半島国定公園 (Hạ Bắc bán đảo Quốc định Công viên)  Shimokita-hantō Kokutei Kōen) là một khu bảo tồn được coi như vườn quốc gia nằm về xa phía bắc khu vực Tohoku, thuộc đảo Honshū, Nhật Bản. Nó được đánh giá là một khu vực bảo vệ cảnh quan (loại V) theo IUCN. Tính năng chính của nó bao gồm hầu hết diện tích bán đảo Shimokita, với các khu rừng xung quanh, đỉnh núi lửa và hồ miệng núi lửa của dãy núi Osorezan, sự hình thành đá ven biển được biết đến với tên Hotoke-ga-ura, các cồn cát trên mũi Shiriyazaki (尻屋崎?) và mũi OMA (大間崎?) là điểm cực bắc của đảo Honshū. Đây cũng là một trong số những môi trường sống tự nhiên của loài khỉ Nhật Bản. Trong khu vực miền núi là các rừng sồi Nhật Bản và bách Nootka, còn khu vực sườn dốc ven biển là sự xuất hiện của sồi và các loài cây thân gỗ khác. Được thành lập vào ngày 22 tháng 7 năm 1968, khu vực được quản lý bởi chính quyền địa phương tỉnh.
Ba khu vực riêng biệt của khu vực trải rộng tới địa giới của các thành phố Mutsu, Higashidōri, Sai, và Ōma.